# کلارنس کالندر
کلارنس کالندر (انگلیسی: Clarence Callender؛ زادهٔ ۱۶ نوامبر ۱۹۶۱) دونده دو سرعت اهل بریتانیا بود.
وی در مسابقات کشوری و بین‌المللی در مجموع برندهٔ ۱ مدال طلا، ۱ مدال نقره شده‌است.